# Difenilmetano
Il difenilmetano, o ditano, è un composto aromatico di formula (C6H5)2CH2 o Ph-CH2-Ph. A temperatura ambiente appare come un solido incolore e dall'odore caratteristico, con sistema cristallino ortorombico ed habitus aciculare, praticamente insolubile in acqua ed ammoniaca ma miscibile con etanolo, dietiletere, cloroformio, esano e benzene. Per via della bassa temperatura di fusione, pari a 25,4 °C, il composto viene spesso riportato come liquido. Come gruppo sostituente il difenilmetano prende il nome di difenilmetile o benzidrile con formula Ph2CH-.

## Sintesi
Il difenilmetano può essere sintetizzato facendo reagire il cloruro di benzile col benzene in presenza di cloruro di alluminio con funzione di catalizzatore:
Ph-CH2-Cl + Ph-H → Ph-CH2-Ph + HCl
La reazione procede secondo il meccanismo previsto dalla sintesi di Friedel-Crafts. In seguito alla dealogenazione del cloruro di benzile ad opera del cloruro di alluminio, si ha la stabilizzazione del carbocatione benzile e la formazione dell'anione tetracloroalluminato:
Ph-CH2-Cl + AlCl3 → Ph-CH+2 + AlCl−4
Il carbocatione esegue quindi un attacco elettrofilo sull'anello aromatico del benzene dando la formazione del difenilmetano:
Ph-H + Ph-CH+2 → Ph-CH2-Ph + H+
L'ambiente acido così formatosi viene infine tamponato dagli ioni AlCl−4:
AlCl−4 + H+ → AlCl3 + HCl
Tale sintesi può essere eseguita anche in presenza di catalizzatori differenti, come ad esempio l'alluminio metallico, il cloruro ferroso, il pentacloruro di antimonio, il reattivo di Lucas (una miscela di cloruro di zinco ed acido cloridrico) o il trifluoruro di boro diidrato. Il difenilmetano può essere inoltre ottenuto per trattamento del benzene con formaldeide in presenza di acido solforico concentrato all'85%, con una resa del 79%, o in seguito alla reazione tra il benzene ed il diclorometano in presenza di cloruro di alluminio. 

## Reattività
Il difenilmetano è un composto moderatamente infiammabile, che si decompone in seguito a riscaldamento rilasciando fumi acri ed irritanti.

## Utilizzo
Il difenilmetano, in virtù delle proprietà organolettiche gradite all'olfatto, trova principalmente impiego come agente aromatizzante nei prodotti per l'igiene personale. Il composto è altresì un importante reagente nelle sintesi organiche di coloranti, farmaci ecc.